# Sideritis spinulosa
Sideritis spinulosa  ist eine Pflanzenart aus der Gattung Gliedkräuter (Sideritis) in der Familie der Lippenblütler (Lamiaceae). 

## Beschreibung
Sideritis spinulosa ist eine 10 bis 30 cm hoch werdende ausdauernde Pflanze, die verkahlend bis filzig-feinfilzig behaart ist. Die Laubblätter sind 10 bis 20 mm lang und 7 bis 8 mm breit. Sie sind linealisch oder lanzettlich und am Rand mit zwei bis sechs abstehenden Stacheln besetzt.
Die Blütenstände sind Scheinquirle, die zu fünft bis 12. meist in Gruppen stehen und aus etwa sechs Blüten bestehen. Die unteren Tragblätter sind 7 bis 15 mm lang und 12 bis 20 mm breit und stehen über den Kelch hinaus. Sie sind breit eiförmig oder herzförmig-eiförmig und grob eingeschlitzt-gezähnt und stachelig. Der Kelch ist 8 bis 9 mm lang und auf der Innenseite mit einem Ring aus Trichomen besetzt. Die Krone ist 8 bis 9 mm lang und ist blass gelb gefärbt.
Die Chromosomenzahl beträgt 2n = 26.

## Vorkommen
Die Art kommt im nördlich-zentralen und im nordöstlichen Spanien vor.